# Messier 107
Messier 107 sau M107 este un roi de stele globular. 